# Маньковский (Шептуховское сельское поселение)
Маньковский — разъезд в Чертковском районе Ростовской области.
Входит в состав Шептуховского сельского поселения.

## Население
| 2010 |
| ---- |
| 5    |

## Улицы
На разъезде имеется одна улица — Железнодорожная.